# Heike Poganaz
Heike Poganaz (verheiratete Heike Poganaz-Murrenhoff; * 29. Januar 1967 in Düsseldorf) ist eine ehemalige deutsche Basketballspielerin.

## Laufbahn
1984 und 1986 nahm sie mit den bundesdeutschen Auswahlen an Europameisterschaften im U16- beziehungsweise U18-Altersbereich teil. Bei der Junioren-EM im Sommer 1986 in Italien erzielte sie mit 5,7 Punkten pro Begegnung den viertbesten Wert der Deutschen.
Poganaz gelang 1985 der Sprung vom Nachwuchs ins Bundesliga-Aufgebot des deutschen Serienmeisters DJK Agon 08 Düsseldorf. Mit den Düsseldorferinnen wurde sie deutsche Meisterin und Pokalsiegerin, zudem trat man im Europapokal an.
Beruflich wurde die Diplom-Ökonomin im Bereich Finanzdienstleistung, EDV, Handel und Messewesen tätig. Später machte sie sich als Beraterin (insbesondere in den Themenbereichen Motivation, mentale Stärke, Leistung, Gruppenverhalten Sportpsychologie, Kommunikation, Führung) für Gruppen und Einzelpersonen in Wirtschaft und Sport selbständig. Zudem nahm sie Lehraufträge am Institut an der Universität zu Köln für die Entwicklung personaler und interpersonaler Kompetenzen wahr.